# Isola Londonderry
L'isola Londonderry è un'isola e un arcipelago posto all'estremità orientale del canale di Beagle e della baia di Darwin, nella Terra del Fuoco; Robert FitzRoy, il capitano dell'HMS Beagle, che diede il nome a molti toponimi della zona, era infatti discendente di un marchese di Londonderry.
Le isole che la circondano sono:
- A nord l'isola O'Brien
- A nord-est le isole Gilbert e Stewart
- A est le isole Cook e Thompson

L'isola, così come tutte quelle a lei adiacenti, fanno parte del comune di Cabo de Hornos, nella Provincia dell'Antartica Cilena, che fa parte della Regione di Magellano e dell'Antartide Cilena.